# Осошники
Осошники (бел. Асошнікі) — деревня в Пружанском районе Брестской области. Входит в состав Зеляневичского сельсовета. Население — 174 человека (2019). Находится в 43 км к северо-востоку от Пружан, 40 км от железнодорожной станции Волковыск на линии Барановичи — Свислочь. Фактически на границе деревни начинается другая деревня — Могилёвцы.